# Bussang

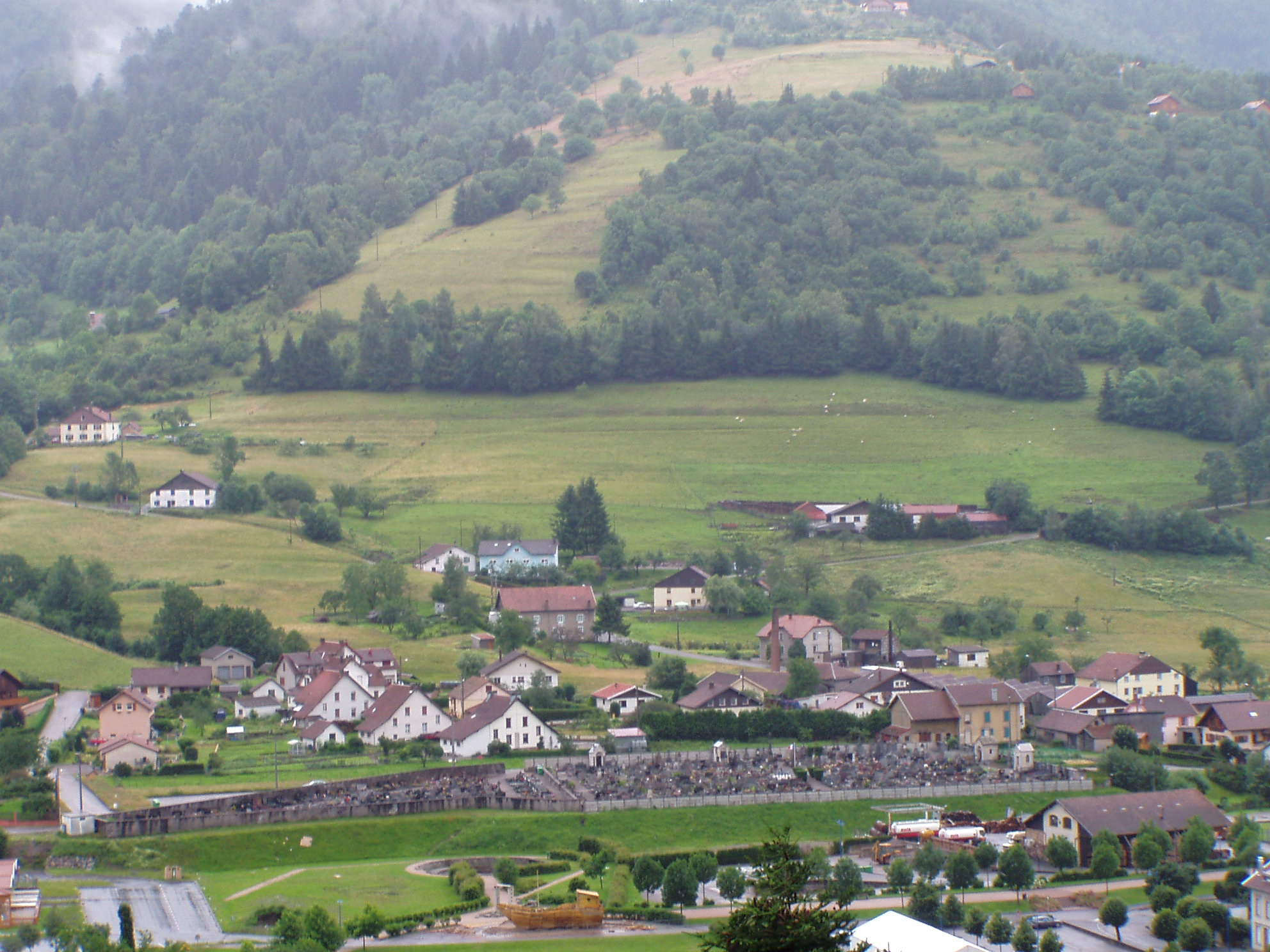
Blick auf Bussang

Bussang [bysɑ̃] (deutsch Büssing(en)) ist eine französische Gemeinde mit 1289 Einwohnern (Stand 1. Januar 2022) im Département Vosges der Region Grand Est.

## Geografie
Bussang liegt im äußersten Südosten von Lothringen an der Grenze zum Elsass im Osten und zur Region Bourgogne-Franche-Comté im Süden. Die Quelle der Mosel liegt im Gebiet der Gemeinde, die sich entlang des obersten Flusstales erstreckt. Umgeben ist der Ort von bewaldeten Mittelgebirgsgipfeln, die über 1200 m Höhe erreichen.
Die Route nationale 66 (E 512), die die Ortschaft durchquert, führt im Osten über den Pass Col de Bussang südöstlich nach Mülhausen (48 km) und im Nordwesten nach Remiremont (38 km).
Nachbargemeinden von Bussang sind Ventron im Norden, Fellering im Nordosten, Urbès im Osten, Saint-Maurice-sur-Moselle im Süden, Fresse-sur-Moselle im Westen sowie Le Ménil im Nordwesten.

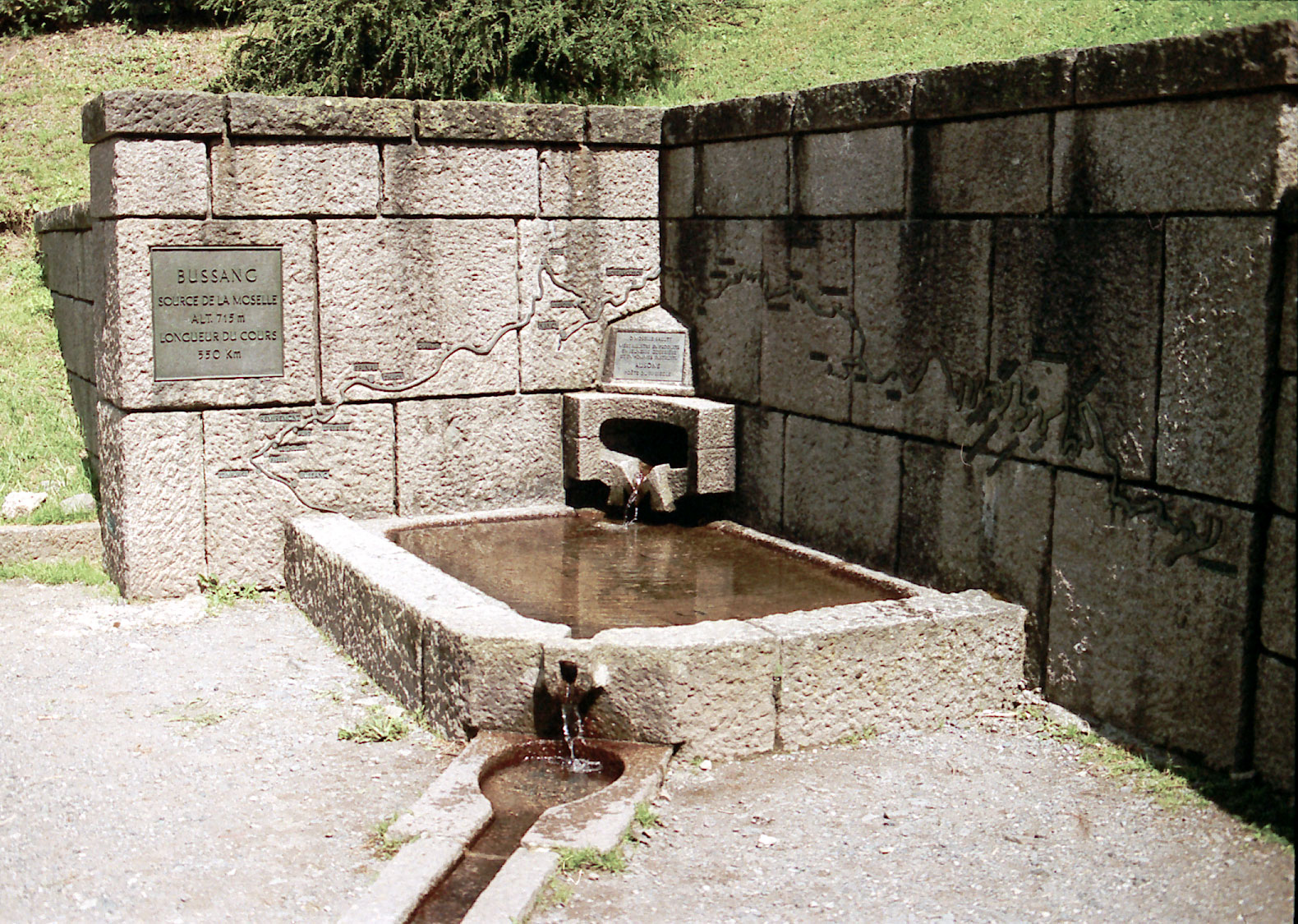
Quelle der Mosel bei Bussang
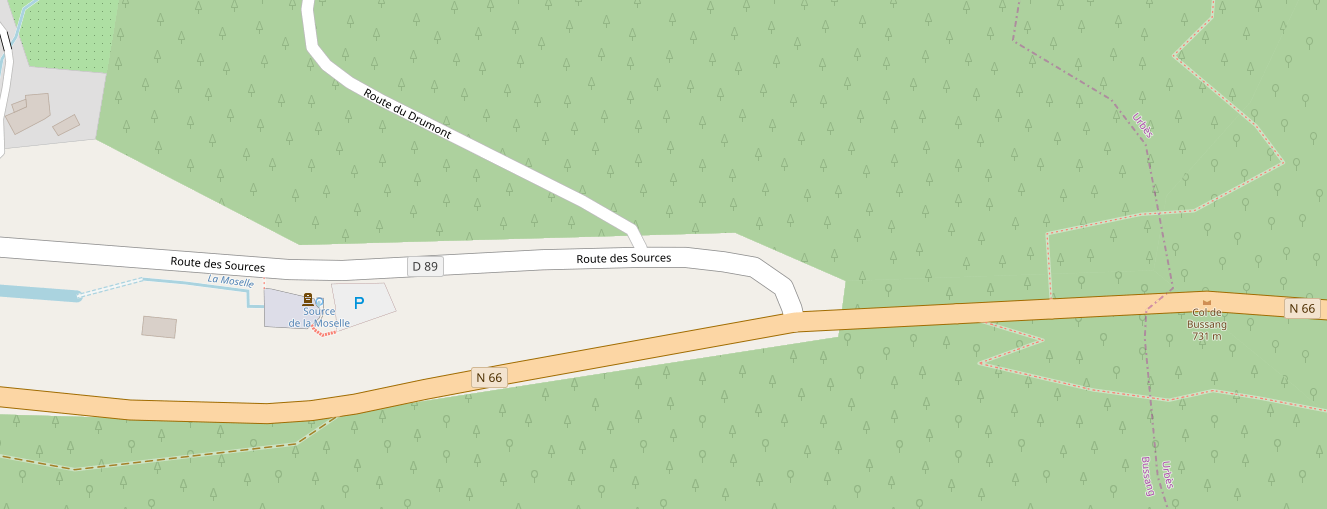
Lage der Moselquelle an der Passstraße

## Geschichte
Das obere Moseltal wurde bereits in römischer Zeit für die Passage von Metz nach Basel genutzt.
Bis 1420 waren die Ortschaften Bussang und Saint-Maurice-sur-Moselle unter dem Namen Visentine vereint, der noch bis 1767 als Name des Pfarrbezirkes fortbestand. Im Februar 1856 kamen Schwestern vom Konvent Saint-Esprit de Rouceux wegen einer Choleraepidemie in den Ort und gründeten ein Hospiz für Greise und Waisen.
Wirtschaftlich stützte sich die Entwicklung der Gemeinde nacheinander auf die Ausbeutung der einigermaßen bescheidenen Blei-, Kupfer- und Silbervorkommen. In jüngerer Zeit kamen die Textilindustrie und die Gewinnung von Mineralwasser hinzu. Bussang ist ein Thermalbad, auch wenn einige ältere Quellen wegen bakterieller Verunreinigung geschlossen werden mussten. Seit 2006 gibt es im Ort ein Spielcasino.
Der Industrielle Benjamin Pottecher, der sich in Bussang auf die Herstellung von Briefumschlägen spezialisiert hatte und einige Zeit Bürgermeister des Ortes war, führte in seinem Betrieb als einem der Ersten Frankreichs den Achtstundentag ein.

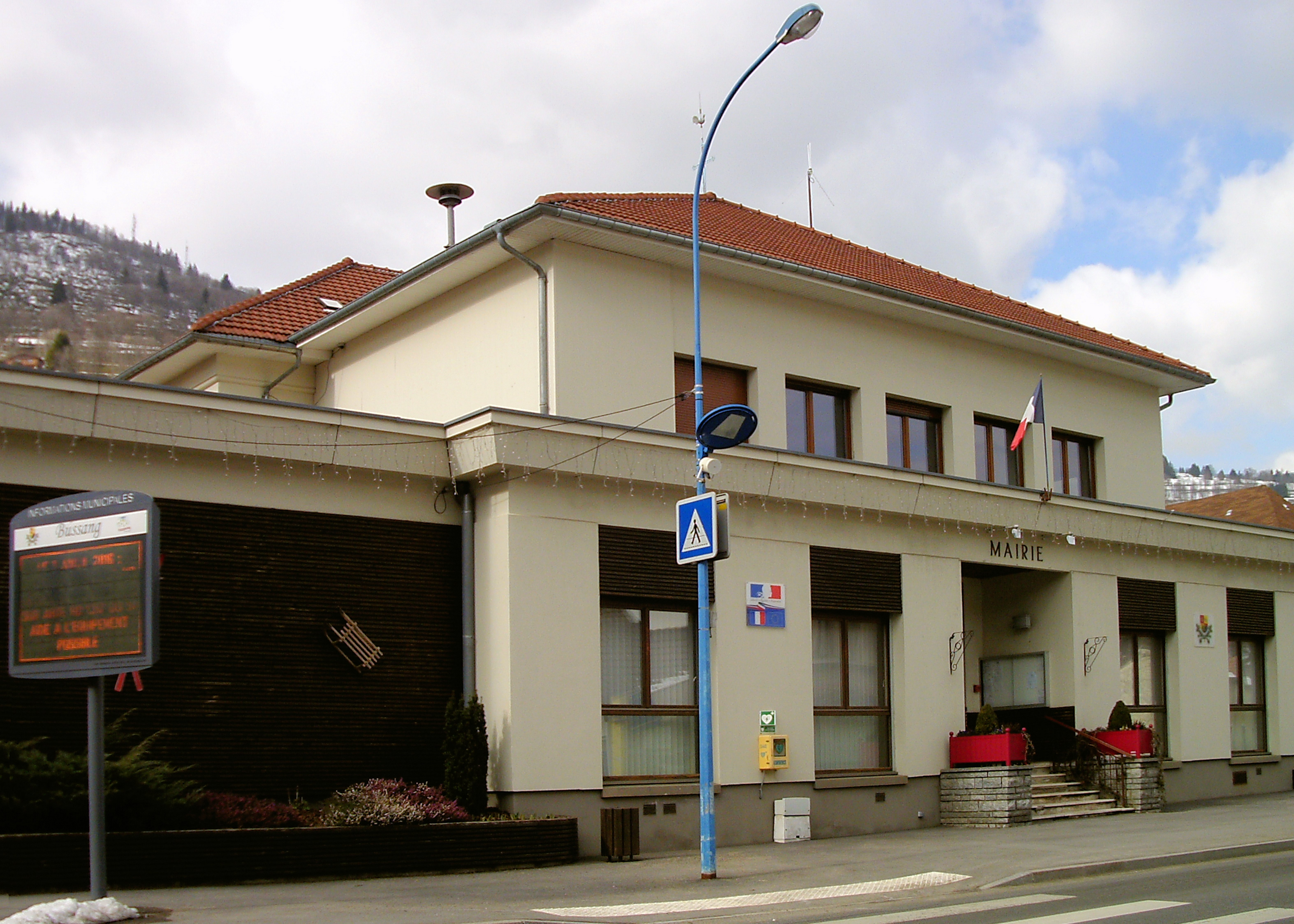
Mairie (Rathaus)
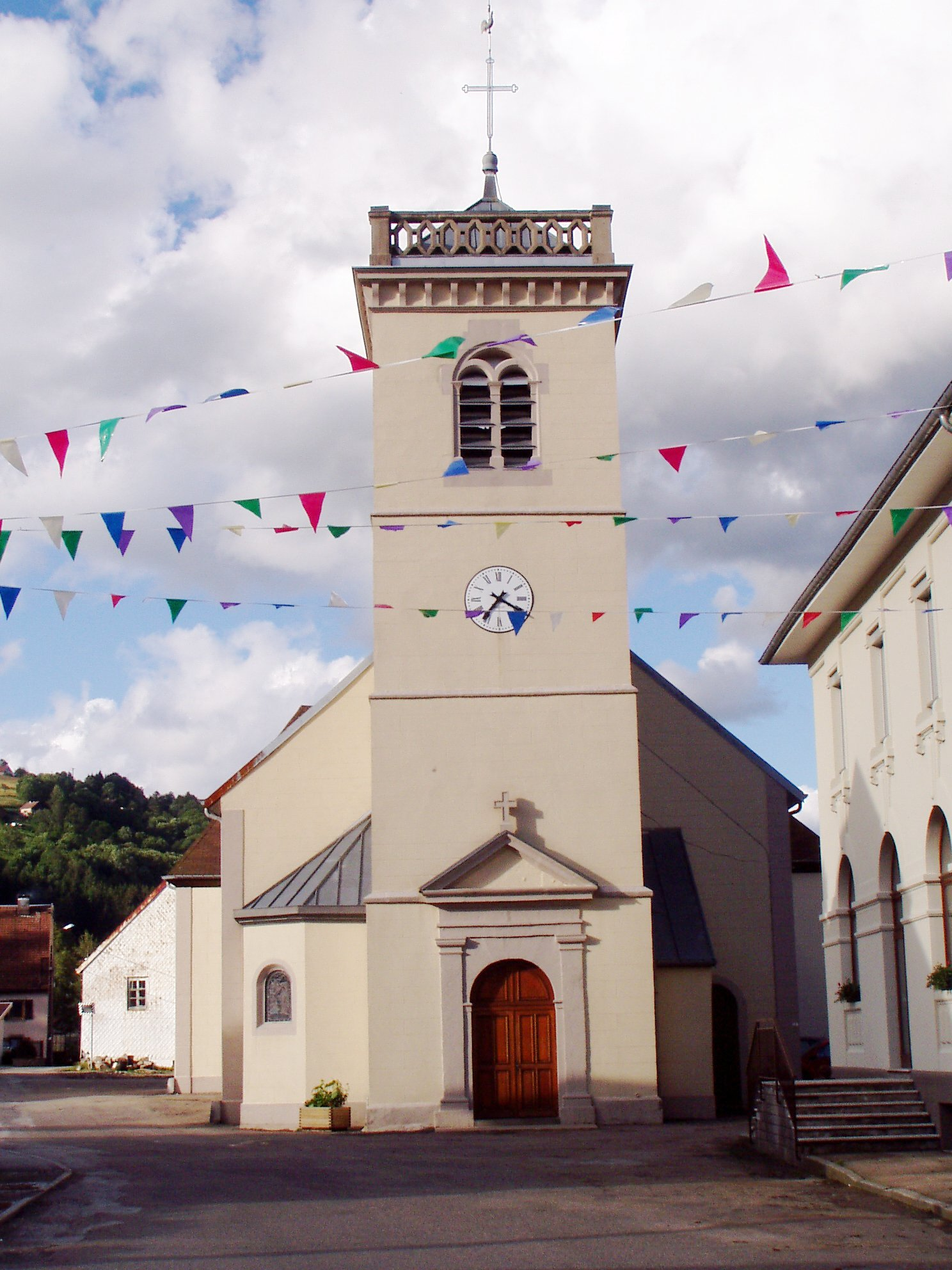
Kirche Sainte-Barbe (18. Jahrhundert)
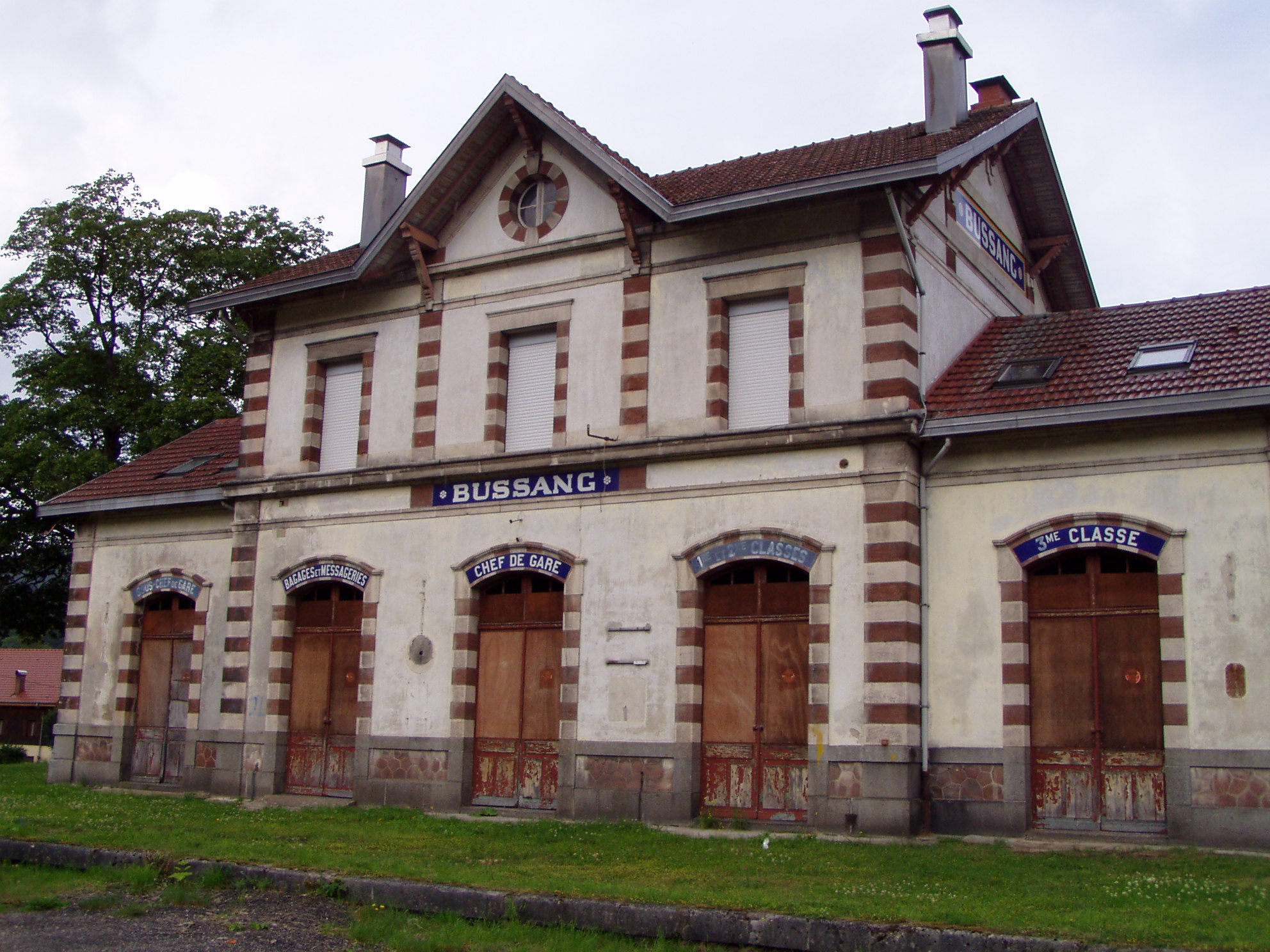
Ehemaliger Bahnhof
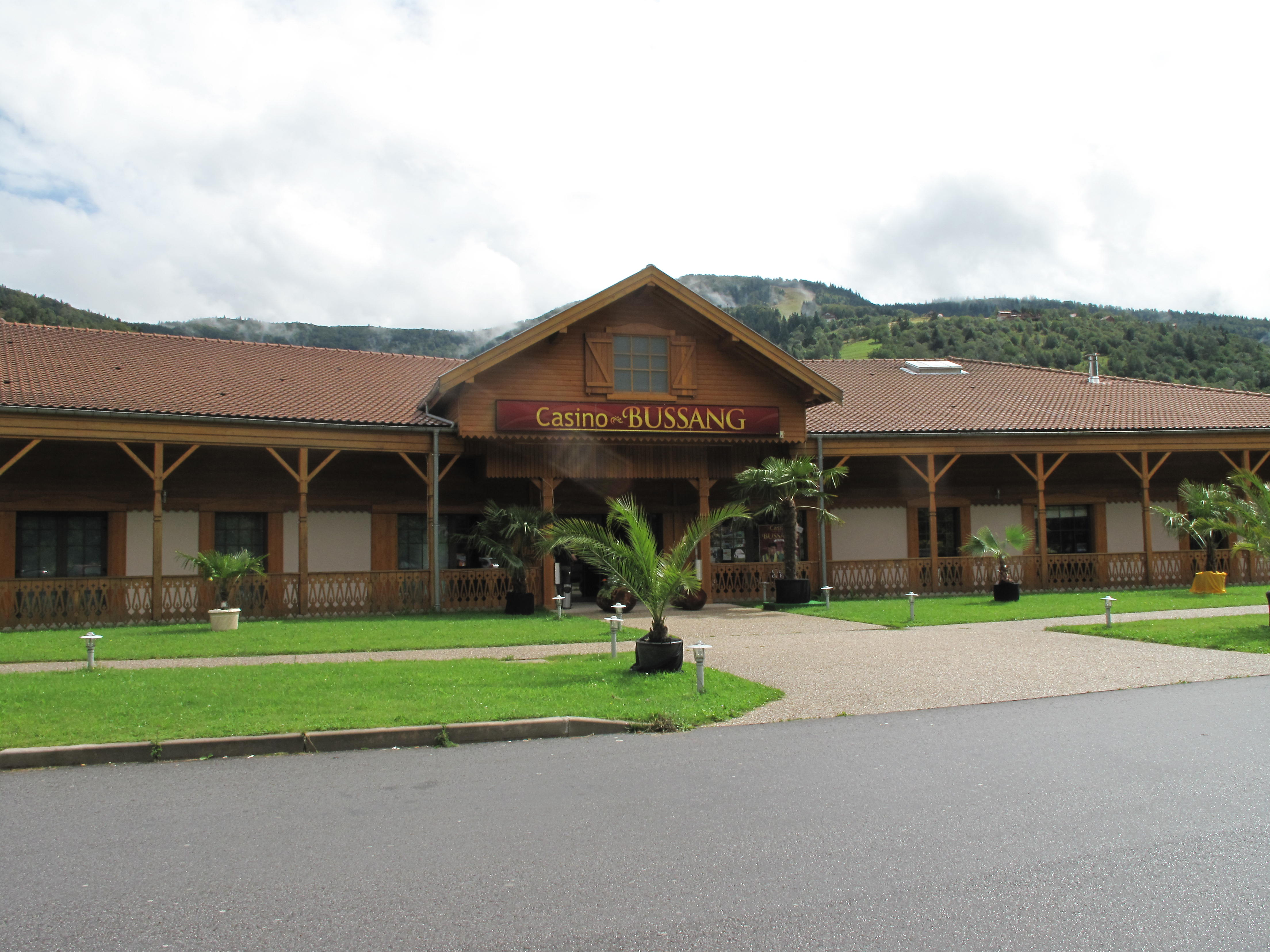
Spielbank
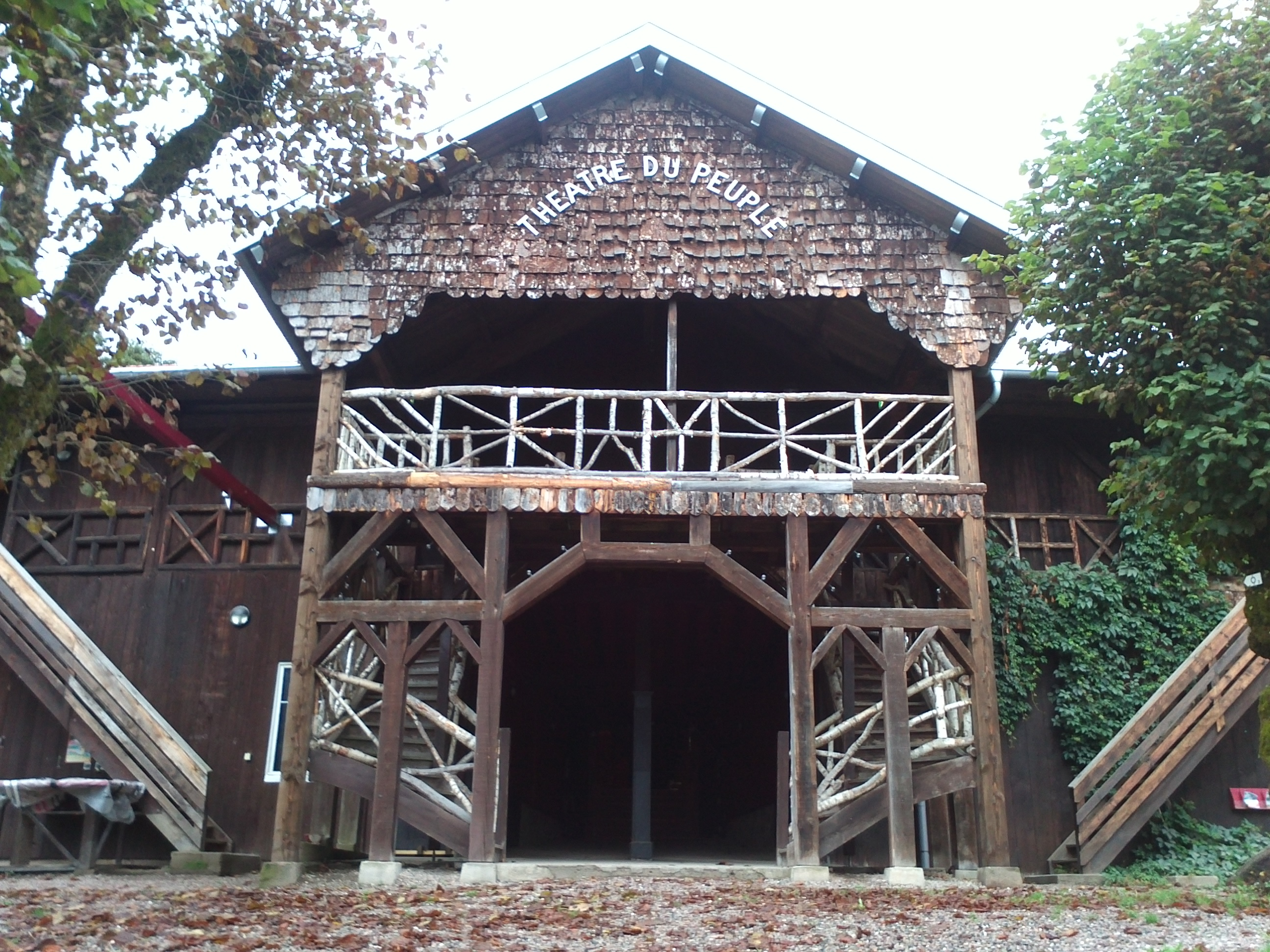
Volkstheater

### Bevölkerungsentwicklung
| Jahr      | 1962 | 1968 | 1975 | 1982 | 1990 | 1999 | 2007 | 2017 |
| Einwohner | 2191 | 2231 | 2058 | 1917 | 1809 | 1777 | 1631 | 1383 |

## Wappen
Das viergeteilte Wappen wurde 1907 von Benjamin Pottecher geschaffen und zeigt in jedem der Felder etwas für die Umgebung der Gemeinde Typisches: Ein Haus mit rotem Dach auf grünem Grund, eine silberne Forelle auf blauem Grund, eine grüne Tanne auf Gold und zwei grüne Berge vor Gold, zwischen denen sich ein Gewässer schlängelt.

## Tourismus
Durch die Lage in den Vogesen bietet die Umgebung viele Möglichkeiten für Wanderer und Kletterer. Im Winter werden Wintersportarten angeboten (Skilanglauf und Abfahrtskifahren sowie Rodeln), im Sommer Aktivitäten wie Gleitschirmfliegen, Klettern am Klettersteig oder auch Bungeejumping. Bussang liegt im Regionalen Naturpark Ballons des Vosges.

## Kultur
Seit 1895 besteht in Bussang das von Maurice Pottecher gegründete Théâtre du Peuple, in welchem bis heute populäre Programme unter Beteiligung von Laiendarstellern und professionellen Schauspielern aufgeführt werden. In dem seit 1976 denkmalgeschützten hölzernen Gebäude wurden im Sommer 2017 mehr als 33000 Tickets an Besucher verkauft.
In der Nachfolge des Gründerehepaars trug der französische Filmschauspieler Pierre Richard-Willm seit 1936 die Verantwortung für die Inszenierungen sowie die Entwürfe der Bühnenbilder und Kostüme. Seine Bekanntheit und sein Können zog Zuschauer aus der Umgebung und sogar aus Paris an.

## Persönlichkeiten
- Luc Colin (1935–1999), Skilangläufer